# Slätön-Medholma naturreservat
Slätön-Medholma naturreservat ligger i norra Roslagen, Uppsala län, Östhammars kommun, Börstils socken. Naturreservatet består av de två historiska skifteslagen ("byarna") Slätön och Medholmen som förutom de två "huvudöarna" utgör omkringliggande vatten och skär. 
Naturreservatet är beläget väster om Singöfjärden; öster om Raggarön och Galtfjärden; söder om Fälön; norr om Herräng.
Reservatet är på cirka 375 hektar och består av ett antal öar, där Slätön, Medholmen, Yxeln och Askholmen är de största. Det går endast att ta sig dit med båt. Marken är mycket kalkhaltig och floran och djurlivet rikt med många fågelarter, däribland havsörn. Högsta punkt är drygt 15 meter av havet.   
På östra Slätön finns fyren Slätö.
I fuktstråk och lågt liggande partier låg tidigare uppodlade kulturmarker, främst på Slätön, men de är sedan länge övergivna och det kan finnas vissa spår även om det mesta är igenvuxet. Under början av 1900-talet fanns det en gård på Slätön och en på Medholmen medan övriga öar var obebodda. Under mitten av 1900-talet var alla öar obebodda och alla åkrar och ängar övergivna. Under senare hälften av 1900-talet han det byggas ca 10 fritidshus. Främst finns bebyggelse på Stora vingelskär (inklusive Malören). Övriga öar med bebyggelse är Medholmen, Slätösnäckan och Famntorn samt en liten udde på själva Slätön. Enligt länsstyrelsen bildades naturreservatet för att skydda området mot ytterligare bebyggelse och på så sätt gynna friluftslivet i skärgården. Markägarna har dock rätt att bedriva jakt, skogsbruk och fiske.